# Liste des unités de la Waffen-SS
 (décembre 2019).
Cette page fournit la liste la plus exhaustive possible des unités allemandes de la Waffen-SS. Y sont répertoriées les grandes unités (armées SS, corps d'armée SS et divisions SS), ainsi que toutes les unités de moindre importance.
Pour le détail des unités étrangères de la Waffen-SS, il convient de se référer à l'article Soldats et volontaires étrangers du Troisième Reich.
Pour constituer cette page, nous nous sommes appuyés sur les archives de la Wehrmacht et de la Waffen-SS listées dans l'ouvrage en 17 volumes de Georg Tessin : Verbände und Truppen der deutschen Wehrmacht und Waffen-SS im Zweiten Weltkrieg  (ISBN 3-7648-0941-8), dont le détail figure en annexe.
Toutes les informations concernant les unités citées (garnisons, effectifs, etc.) correspondent à la date d'enregistrement au sein des dossiers d'archives militaires du Troisième Reich : p. ex. la garnison historique  de la 3. SS-Panzer-Division "Totenkopf" n'est pas Angoulême, mais il s'agissait de l'endroit où était stationnée cette division au moment où elle a été enregistrée sous son dernier nom officiel, soit le 9 novembre 1942.

## Grandes unités de la Waffen-SS

### Armées de la Waffen-SS
- 6. (SS) Panzerarmee (Pz. AOK 6)[1]
- 11. SS Panzerarmee

### Corps d'armée de la Waffen-SS
- I. Generalkommando SS Panzerkorps "Leibstandarte"[2] (corps d'infanterie)
- II. Generalkommando SS Panzerkorps[3] (corps d'infanterie)
- III. Generalkommando (Germ.) SS Panzerkorps[4] (corps dit "germanique") - regroupant les étrangers d'origine allemande (les Volksdeutsche).
- IV. Generalkommando SS Panzerkorps[5] (corps d'infanterie)
- V. Generalkommando SS Gebirgskorps[6] (corps de troupes de montagne (de)) - constitué en 1943.
- V. Generalkommando SS Freiwilligen Gebirgskorps[6],[7] (corps des Balkans) - constitué en 1945, issu du V. Generalkommando SS-Gebirgskorps.
- VI. Generalkommando Waffen-Armeekorps der SS (Lett.)[8] (corps de Lettonie)
- VII. Generalkommando SS Panzerkorps[9] (corps d'artillerie)
- IX. Generalkommando Waffen-Gebirgs Armeekorps der SS[10] (corps d'Albanie, de Croatie)
- 10e corps d'armée SS
- 11e corps d'armée SS
- 13e corps d'armée SS
- 14e corps d'armée SS
- XV. SS-Kosaken-Kavalerie-Korps (corps de cosaques)
- 17e corps d'armée SS

### Divisions de la Waffen-SS
Les noms d'unités mentionnés sont les noms ultimes qui ont été attribués en allemand ; le détail des différentes appellations rencontrées au cours de l'existence de chaque unité figure dans l'article décrivant chacune des unités concernées. Par ailleurs, les dates des 20 ou 22 octobre 1943 reviennent souvent, car elles correspondent aux dates de changements de noms généraux pour les unités de la Waffen-SS.
N.B. :
- quand les mots « der SS » sont à la fin du nom de l'unité, cela signifie que celle-ci est composée de soldats qui sont « à disposition de » la Waffen-SS.

| Pays/Ethnies                                                        | Nom d'unité (dernier nom connu en allemand)                              | Nom simplifié en français                         | Date          | Type d'unité (arme)                      | Corps                          | Armée              | Heeresgruppe      | Wehrkreis                   | Garnison historique             | Effectif théorique | Effectif maximal |
| ------------------------------------------------------------------- | ------------------------------------------------------------------------ | ------------------------------------------------- | ------------- | ---------------------------------------- | ------------------------------ | ------------------ | ----------------- | --------------------------- | ------------------------------- | ------------------ | ---------------- |
| Allemagne                                                           |                                                                          |                                                   |               |                                          |                                |                    |                   |                             |                                 |                    |                  |
|                                                                     | 1. SS-Panzer-Division “Leibstandarte SS Adolf Hitler”                    | 1re division SS « Leibstandarte SS Adolf Hitler » | 22/10/1943    | Panzerwaffe                              | LXXX. Armeekorps               | 1. Armee           | Heeresgruppe B    |                             | Berlin-Lichterfelde (Allemagne) |                    |                  |
|                                                                     | 2. SS-Panzer-Division “Das Reich”                                        | 2e division SS « Das Reich »                      | 09/11/1942    | Panzerwaffe                              | I. SS-Panzerkorps              | 15. Armee          | Heeresgruppe D    |                             |                                 |                    |                  |
|                                                                     | 3. SS-Panzer-Division “Totenkopf”                                        | 3e division SS « Totenkopf »                      | 09/11/1942    | Panzerwaffe                              | LXXXIII. Armeekorps            | 1. Armee           | Heeresgruppe D    |                             |                                 |                    |                  |
|                                                                     | 4. SS-Polizei-Panzergrenadier-Division                                   | 4e division SS « Polizei »                        | 01/06/1943    | infanterie mécanisée / gardiens de camps | Befhelshaber Saloniki-Ägäis    |                    | Heeresgruppe E    |                             |                                 |                    |                  |
|                                                                     | 8. SS-Kavallerie-Division “Florian Geyer”                                | 8e division SS « Florian Geyer »                  | 20/10/1943    | cavalerie                                | XLI. Armeekorps                | 9. Armee           |                   | Pologne                     | Dębica (Pologne)                |                    |                  |
|                                                                     | 9. SS-Panzer-Division “Hohenstaufen”                                     | 9e division SS « Hohenstaufen »                   | 22/10/1943    | Panzerwaffe                              | II. SS-Panzerkorps             | 15. Armee          | Heeregruppe D     | France                      | Stralsund (Allemagne)           |                    |                  |
|                                                                     | 10. SS-Panzer-Division “Frundsberg”                                      | 10e division SS « Frundsberg »                    | 22/10/1943    | Panzerwaffe                              | II. SS-Panzerkorps             | 1. Panzerarmee     | Heeresgruppe D    | France                      | Brünn (Allemagne)               |                    |                  |
|                                                                     | 12. SS-Panzer-Division “Hitlerjugend”                                    | 12e division SS « Hitlerjugend »                  | 22/10/1943    | Panzerwaffe                              | I. SS-Panzerkorps              | 7. Armee           | Heeresgruppe B    |                             | Arnheim (Hollande)              |                    |                  |
|                                                                     | 16. SS-Panzergrenadier-Division “Reichsführer SS”                        | 16e division SS « Reichsführer SS »               | 03/10/1943    | infanterie mécanisée                     | LXXXV. Armeekorps              | 14. Armee          | Heeresgruppe C    |                             | Stralsund (Allemagne)           |                    |                  |
|                                                                     | 17. SS-Panzergrenadier-Division “Götz von Berlichingen”                  | 17e division SS « Götz von Berlichingen »         | 15/11/1943    | infanterie mécanisée                     |                                | 1. Armee           | Heeregruppe D     | Europe de l'Ouest           | Brünn (Allemagne)               |                    |                  |
|                                                                     | 18. SS-Freiwilligen-Panzergrenadier-Division “Horst Wessel”              | 18e division SS « Horst Wessel »                  | 25/01/1944    | infanterie mécanisée                     | Befhelshaber Ungarn            |                    |                   | Hongrie                     | Breslau (Pologne)               |                    |                  |
|                                                                     | 26. SS-Panzer-Division                                                   |                                                   | 10/08/1944    | Panzerwaffe                              | LXXX. Armeekorps               | 1. Armee           | Heeresgruppe B    | Champagne (France)          |                                 |                    |                  |
|                                                                     | 27. SS-Panzer-Division                                                   |                                                   | 10/08/1944    | Panzerwaffe                              | LXXX. Armeekorps               | 1. Armee           | Heeresgruppe B    | Champagne (France)          |                                 |                    |                  |
|                                                                     | 28. SS-Panzer-Division                                                   |                                                   | 10/08/1944    | Panzerwaffe                              |                                |                    |                   |                             |                                 |                    |                  |
|                                                                     | 32. SS-Freiwilligen-Grenadier-Division “30. Januar”                      | 32e division SS « 30. Januar »                    | 30/01/1945    | infanterie                               | V. SS-Freiw.Gebirgskorps       | 9. Armee           |                   | Allemagne                   | Frankfurt (Allemagne)           |                    |                  |
|                                                                     | 35. SS-und Polizei-Grenadier-Division                                    | 35e division SS « Polizei »                       | Février 1945  | infanterie / police                      | XL. Armeekorps                 | 4. Panzerarmee     |                   | Europe de l'Est             |                                 |                    |                  |
|                                                                     | 36. Waffen-Grenadier-Division der SS                                     | 36e division SS                                   | 20/02/1945    | lutte anti-partisans / répressions       | V. Armeekorps                  | 4. Panzerarmee     |                   |                             | Lausitz (Allemagne)             |                    |                  |
|                                                                     | 37. SS-Freiwilligen-Kavallerie-Division “Lützow”                         | 37e division SS « Lützow »                        | 20/02/1945    | cavalerie                                | XLIII. Armeekorps              | 8. Armee           | Heeresgruppe Sud  |                             |                                 |                    |                  |
|                                                                     | 38. SS-Grenadier-Division “Nibelungen”                                   | 38e division SS « Nibelungen »                    | Avril 1945    | infanterie                               |                                |                    |                   |                             |                                 |                    |                  |
| Croatie                                                             |                                                                          |                                                   |               |                                          |                                |                    |                   |                             |                                 |                    |                  |
|                                                                     | 13. Waffen-Gebirgs-Division der SS “Handschar” (kroat. Nr.1)             | 13e division SS « Handschar »                     | Juin 1944     | troupes de montagne (de)                 | V. SS-Gebirgskorps             | 2. Panzerarmee     | Herresgruppe F    |                             | Brčko (Bosnie-Herzégovine)      |                    |                  |
|                                                                     | 23. Waffen-Gebirgs-Division der SS “Kama”                                | 23e division SS « Kama »                          | 10/06/1944    | troupes de montagne (de)                 | Befhelshaber Ungarn            | SSFHA              |                   | Balkans                     |                                 |                    |                  |
| Ukraine                                                             |                                                                          |                                                   |               |                                          |                                |                    |                   |                             |                                 |                    |                  |
|                                                                     | 14. Waffen-Grenadier-Division der SS (gal. Nr.1)                         | 14e division SS (galicienne no 1)                 | Août 1944     | infanterie                               | I. Kavallerie-Korps            | 1. Panzerarmee     |                   | Europe de l'Est             | Dębica (Pologne)                |                    |                  |
| Lettonie                                                            |                                                                          |                                                   |               |                                          |                                |                    |                   |                             |                                 |                    |                  |
|                                                                     | 15. Waffen-Grenadier-Division der SS (lett. Nr.1)                        | 15e division SS (lettone no 1)                    |               | infanterie                               | XXXXIII. Armeekorps            | 16. Armee          | Heeresgruppe Nord | Europe de l'Est             |                                 |                    |                  |
|                                                                     | 19. Waffen-Grenadier-Division der SS (lett. Nr.2)                        | 19e division SS (lettone no 2)                    | 11/10/1944    | infanterie                               | VI. SS-Armeekorps              | 16. Armee          | Heeresgruppe Nord | Europe de l'Est             | Jelgava (Lettonie)              |                    |                  |
| Estonie                                                             |                                                                          |                                                   |               |                                          |                                |                    |                   |                             |                                 |                    |                  |
|                                                                     | 20. Waffen-Grenadier-Division der SS (estn. Nr.1)                        | 20e division SS (estonienne no 1)                 | Juin 1944     | infanterie                               | III. SS-Panzerkorps            |                    | Heeresgruppe Nord | Europe de l'Est             | Heidelager (Pologne)            |                    |                  |
| Albanie                                                             |                                                                          |                                                   |               |                                          |                                |                    |                   |                             |                                 |                    |                  |
|                                                                     | 21. Waffen-Gebirgs-Division der SS “Skanderbeg”                          | 21e division SS « Skanderbeg »                    | 01/05/1944    | troupes de montagne (de)                 | XXI. Armeekorps                | 2. Panzerarmee     | Heeregruppe F     | Balkans                     | Pristina (Kosovo)               |                    |                  |
| Hongrie                                                             |                                                                          |                                                   |               |                                          |                                |                    |                   |                             |                                 |                    |                  |
|                                                                     | 22. SS-Freiwilligen-Kavallerie-Division “Maria Theresia”                 | 22e division SS « Maria Theresia »                | 29/04/1944    | cavalerie                                | III. Armeekorps                | 6. Armee           | Heeresgruppe Sud  | Hongrie                     | Budapest (Hongrie)              |                    |                  |
|                                                                     | 25. Waffen-Grenadier-Division der SS “Hunyadi” (ung. Nr.1)               | 25e division SS (hongroise no 1)                  | 2/11/1944     | infanterie                               | SSFHA                          |                    |                   | Hongrie                     |                                 |                    |                  |
|                                                                     | 26. Waffen-Grenadier-Division der SS “Gombös” (ung. Nr.2)                | 26e division SS (hongroise no 2)                  | 27/12/1944    | infanterie                               | SSFHA                          |                    |                   |                             |                                 |                    |                  |
|                                                                     | 31. SS-Freiwilligen-Grenadier-Division                                   | 31e division SS de volontaires                    | 01/10/1944    | infanterie                               | IV. Ungärn-Armeekorps          | 2. Ungärisch-Armee | Heeresgruppe Sud  | Hongrie                     |                                 |                    |                  |
| Pays-Bas                                                            |                                                                          |                                                   |               |                                          |                                |                    |                   |                             |                                 |                    |                  |
| Volontaires de Hollande                                             | 23. SS-Freiwilligen-Panzergrenadier-Division “Nederland” (niederl. Nr.1) | 23e division SS « Nederland »                     | 10/02/1945    | infanterie mécanisée                     | III. SS-Panzerkorps            | 11. Armee          |                   | Poméranie                   | Szczecin (Pologne)              |                    |                  |
|                                                                     | 34. SS-Freiwilligen-Grenadier-Division “Landstorm Nederland”             | 34e division SS « Landstorm Nederland »           | Février 1945  | infanterie                               | XXX. Armeekorps                | 25. Armee          |                   | Europe de l'Ouest           |                                 |                    |                  |
| Belgique                                                            |                                                                          |                                                   |               |                                          |                                |                    |                   |                             |                                 |                    |                  |
| Volontaires de Flandre                                              | 27. SS-Freiwilligen-Grenadier-Division “Langemarck”                      | 27e division SS « Langemarck »                    | 19/10/1944    | infanterie                               | III. SS-Panzerkorps            | 11. Armee          |                   | Poméranie                   | Soltau (Allemagne)              |                    |                  |
| Volontaires de la Wallonie                                          | 28. SS-Freiwilligen-Grenadier-Division “Wallonien”                       | 28e division SS « Wallonien »                     | 19/10/1944    | infanterie                               | XXXIX. Armeekorps              | 11. Armee          |                   | Poméranie                   | Alfeld (Allemagne)              |                    |                  |
| Italie                                                              |                                                                          |                                                   |               |                                          |                                |                    |                   |                             |                                 |                    |                  |
|                                                                     | 29. Waffen-Grenadier-Division der SS (ital. Nr.1)                        | 29e division SS (italienne no 1)                  | 09/03/1945    | infanterie                               |                                |                    |                   |                             | Crémona (Italie)                |                    |                  |
| France                                                              |                                                                          |                                                   |               |                                          |                                |                    |                   |                             |                                 |                    |                  |
| Volontaires de France métropolitaine et d'Afrique du Nord française | 33. Waffen-Grenadier-Division der SS “Charlemagne” (franz. Nr.1)         | 33e division SS « Charlemagne »                   | 10/02/1945    | infanterie                               |                                | 3. Panzerarmee     |                   | Poméranie / Europe de l'Est |                                 |                    |                  |
| Cosaques                                                            |                                                                          |                                                   |               |                                          |                                |                    |                   |                             |                                 |                    |                  |
|                                                                     | 1. Kosaken-Kavallerie-Division                                           | 1re division de cavalerie cosaque                 | Novembre 1944 | cavalerie                                | LXIX. Armeekorps               | Waffen-SS          | Heeresgruppe F    | Croatie                     |                                 |                    |                  |
|                                                                     | 2. Kosaken-Kavallerie-Division                                           | 2e division de cavalerie cosaque                  | Novembre 1944 | cavalerie                                | XV. SS-Kosaken-Kavalerie-Korps |                    | Heeresgruppe E    | Croatie                     |                                 |                    |                  |
| Russie et Biélorussie                                               |                                                                          |                                                   |               |                                          |                                |                    |                   |                             |                                 |                    |                  |
|                                                                     | 29. Waffen-Grenadier-Division der SS (russ. Nr.1)                        | 29e division SS (russe no 1)                      | 01/08/1940    | infanterie                               |                                |                    |                   |                             | Warschau (Allemagne)            |                    | 7 000            |
|                                                                     | 30. Waffen-Grenadier-Division der SS (russ. Nr.2)                        | 30e division SS (russe no 2)                      | 01/08/1944    | infanterie                               | LXIII. Armeekorps              | 19. Armee          | Heeresgruppe G    |                             | Chojnice (Pologne)              |                    |                  |
| Volontaires de Biélorussie                                          | 30. Waffen-Grenadier-Division der SS (weißruth. Nr.1)                    |                                                   | 09/03/1945    | infanterie                               |                                |                    |                   |                             | Grafenwörth (Autriche)          |                    |                  |
| Mixtes                                                              |                                                                          |                                                   |               |                                          |                                |                    |                   |                             |                                 |                    |                  |
|                                                                     | 5. SS-Panzer-Division “Wiking”                                           | 5e division SS « Wiking »                         | 09/11/1942    | Panzerwaffe                              | III. Armeekorps                | 1. Panzerarmee     | Heeresgruppe A    |                             |                                 |                    |                  |
|                                                                     | 6. SS-Gebirgs-Division “Nord”                                            | 6e division SS « Nord »                           | 22/10/1943    | troupes de montagne (de)                 | XVIII. Armeekorps              | 20. Gebirgs-Armee  |                   | Finlande                    | Hallein (Autriche)              |                    |                  |
|                                                                     | 7. SS-Freiwilligen-Gebirgs-Jäger-Division “Prinz Eugen”                  | 7e division SS « Prinz Eugen »                    | 22/10/1943    | troupes de montagne (de)                 | V. SS-Gebirgskorps             | 2. Panzerarmee     | Heeresgruppe F    | Balkans                     |                                 |                    |                  |
| Volontaires de Norvège, Suède & Danemark                            | 11. SS-Freiwilligen-Panzergrenadier-Division “Nordland”                  | 11e division SS « Nordland »                      | 22/10/1943    | infanterie                               | III. SS-Panzerkorps            | 2. Panzerarmee     | Heeresgruppe F    | Europe de l'Est             | Graz (Autriche)                 |                    |                  |
| Volontaires du Karst                                                | 24. Waffen-Gebirgs-(Karstjäger-)Division der SS                          | 24e division SS « Karstjäger »                    | Février 1945  | troupes de montagne (de)                 |                                |                    |                   |                             |                                 |                    |                  |

Au total, la Schutzstaffel compta jusqu’à 48 divisions de combat inscrites aux archives et 46 divisions furent effectivement mises en œuvre, soit :
- 19 divisions allemandes (16 divisions portant les numéros 1 à 4 [1-4], 8-10, 12, 16-18, 32, 35-38 ; 3 divisions blindées portant les numéros 26 à 28) ;
- 27 divisions étrangères (3 divisions mixtes [2e, 6e, 7e] ; 1 scandinave [11e] ; 2 croates croates [13e et 23e] ; 1 gaiicienne [14e] ; 2 lettones [15e et 19e] ; 1 estonienne [20e] ; 1 albanaise [21e] ; 4 hongroises [22e, 25e, 26e, 31e] ; 2 néerlandaises [23e et 34e] ; 1 karstique [24e] ; 2 belges [27e et 28e] ; 1 italienne [29e] ; 3 russes ou biélorusses [à nouveau 29e, 30e et à nouveau 30e] ; 1 française [33e] : 2 cosaques [1re et 2e]).

Par ailleurs :
- 28 divisions de soldats SS ont prêté serment ;
- 18 divisions de volontaires étaient à disposition de la Waffen-SS.

Deux divisions n'ont jamais vu le jour :
- une bulgare, la Waffen-Grenadier-Division der SS (Bulgarische Nr. 1)[52] [cette unité est restée au stade de projet, n'ayant pas assez de volontaires pour former une division de combat] ;
- une roumaine, la Waffen-Grenadier-Division der SS (rum. Nr. 1) [cette unité est restée au stade de projet, n'ayant pas assez de volontaires pour former une division de combat]

## Unités auxiliaires de moindre importance de la Waffen-SS

### Brigades allemandes de la Waffen-SS
| Nom d'unité (dernier nom connu en allemand) | Date         | Type d'unité (arme)  | Devient | Corps           | Armée | Heeresgruppe | Ordre de marche                      | Garnisons             | Effectif théorique | Effectif maximal |
| ------------------------------------------- | ------------ | -------------------- | ------- | --------------- | ----- | ------------ | ------------------------------------ | --------------------- | ------------------ | ---------------- |
| 1. SS-Polizei-Jäger-Brigade                 | 15/04/1945   | police               |         | Ordnungspolizei |       |              | 8.SS-Pol.R, 50.SS-Pol.Jag.R          | Stettin (Pologne)     |                    |                  |
| 1. SS-Brigade-Reichführer-SS                | 1941         | Infanterie           |         |                 |       |              | 8.SS-I.R, 10.SS-I.R                  |                       |                    |                  |
| 1. SS-Infanterie-Brigade (mot.)             | 12/11/1943   | Infanterie motorisée |         |                 |       |              | 39.SS-G.R, 40.SS-G.R, 51.SS-Art-Abt, |                       |                    |                  |
| I. Werferbrigade-SS-Korps                   | Avril 1945   |                      |         |                 |       |              |                                      |                       |                    |                  |
| SS-Frontarbeiter-Bau-Brigade                | Février 1944 | génie militaire      |         |                 |       |              |                                      |                       |                    |                  |
| 5. SS-Bau-Brigade (stab)                    | Mars 1944    | génie militaire      |         |                 |       |              |                                      | Osnabrück (Allemagne) |                    |                  |
| 6. SS-Baubrigade                            | Février 1945 | génie militaire      |         |                 |       |              |                                      |                       |                    |                  |

### Régiments allemands de la Waffen-SS
| Nom d'unité (dernier nom connu en allemand)          | Date       | Type d'unité (arme) | Brigade | Divisions | Corps           | Armée | Heeresgruppe | Ordre de marche                       | Garnison                      | Effectif théorique | Effectif maximal |
| ---------------------------------------------------- | ---------- | ------------------- | ------- | --------- | --------------- | ----- | ------------ | ------------------------------------- | ----------------------------- | ------------------ | ---------------- |
| 1. SS-Totenkopfstandarte “Oberbayern”                | Nc         | gardiens de camp    |         |           | Schutzstaffel   |       |              |                                       | Dachau (Allemagne)            |                    |                  |
| 1. Infanterie-Regiment Liebstandarte-SS-Adolf Hitler | 05/07/1942 | infanterie          |         |           |                 |       |              | I. - III.                             |                               |                    |                  |
| 1. Panzergrenadier-Regiment LSSAH                    | 10/12/1942 | infanterie mécanisé |         |           |                 |       |              | I. 1-5, II. 6-10, III. 11-15,16,17,18 |                               |                    |                  |
| 2. SS-Polizei-Regiment                               | 24/03/1943 | police              |         |           | Ordnungspolizei |       |              |                                       | Tilsit (Russie)               |                    |                  |
| 3. SS-Totenkopfstandarte “Thüringen”                 |            | gardiens de camp    |         |           | Schutzstaffel   |       |              |                                       | Weimar-Buchenwald (Allemagne) |                    |                  |
| 3. SS-Polizei-Regiment                               | 24/02/1943 | police              |         |           | Ordnungspolizei |       |              |                                       | Pays-Bas                      |                    |                  |
| 4. SS-Totenkopfstandarte “Ostmark”                   | 17/08/1938 | garde d'honneur     |         |           | Schutzstaffel   |       |              |                                       |                               |                    |                  |
| 4. SS-Polizei-Regiment                               | 14/02/1943 | police              |         |           | Ordnungspolizei |       |              |                                       | France                        |                    |                  |
| 5. SS-Totenkopf-Standarte “Brandenburg”              | 12/09/1939 | garde d'honneur     |         |           | Schutzstaffel   |       |              |                                       |                               |                    |                  |
| 5. SS-Polizei-Regiment                               | 14/02/1943 | police              |         |           | Ordnungspolizei |       |              |                                       | Serbie                        |                    |                  |
| 6. SS-Totenkopf-Standarte                            | 12/09/1939 | garde d'honneur     |         |           | Schutzstaffel   |       |              |                                       | Prague (Republique Tcheque)   |                    |                  |
| 6. SS-Polizei-Regiment                               | 24/02/1943 | police              |         |           | Ordnungspolizei |       |              |                                       |                               |                    |                  |
| 7. SS-Totenkopf-Standarte                            | 12/09/1939 | garde d'honneur     |         |           | Schutzstaffel   |       |              |                                       | Brno (Republique Tcheque)     |                    |                  |
| 8. SS-Polizei-Regiment                               | 24/02/1943 | police              |         |           | Ordnungspolizei |       |              |                                       |                               |                    |                  |
| 8. SS-Totenkopfstandarte                             | 11/11/1939 | garde d'honneur     |         |           | Schutzstaffel   |       |              |                                       | Cracovie (Pologne)            |                    |                  |
| 9. SS-Totenkopf-Standarte                            | 11/11/1939 | garde d'honneur     |         |           | Schutzstaffel   |       |              |                                       | Danzig (Pologne)              |                    |                  |
| 9. SS-Polizei-Regiment                               | 24/02/1943 | police              |         |           |                 |       |              |                                       |                               |                    |                  |

La 4. SS-Totenkopfstandarte “Ostmark” deviendra la 4. Mobilmachingun-SS-TK-Standarte en novembre 1939 ; en mai 1940 l'unité est basée aux Pays-Bas et enfin le 26/08/1940, elle sera définitivement affectée au sein de la Waffen-SS.

### Groupes de combat(Kampfgruppe)de la Waffen-SS
| Nom d'unité (dernier nom connu en allemand) | Date      | Type d'unité (arme) | Fait partie de                 | Corps | Armée | Heeresgruppe | Ordre de marche | Garnison | Effectif théorique | Effectif maximal |
| ------------------------------------------- | --------- | ------------------- | ------------------------------ | ----- | ----- | ------------ | --------------- | -------- | ------------------ | ---------------- |
| 1. SS-Kampfgruppe                           | Mars 1944 | Infanterie de choc  | 49. SS-Panzergrenadier-Brigade |       |       | Danemark     | I. 1-2, 3       |          |                    |                  |
| 2. SS-Kampfgruppe                           | Mars 1944 | infanterie de choc  | 50. SS-Panzergrenadier-Brigade |       |       | Danemark     |                 |          |                    |                  |
| 3. SS-Kampfgruppe                           | Mars 1944 | infanterie de choc  | 51. SS-Panzergrenadier-Brigade |       |       | Danemark     |                 |          |                    |                  |

### Unités et organismes divers de la Waffen-SS
| Nom d'unité (dernier nom connu en allemand) | Date          | Type d'unité (arme)         | Garnisons                              |
| ------------------------------------------- | ------------- | --------------------------- | -------------------------------------- |
| I. SS-Artillerieschule                      | 01/06/1942    | école d'artillerie          | Glau (Trebbin) (Allemagne)             |
| I. SS-Kraftfahrschule                       | 1944          | école de conduite           | Apeldoorn (Pays-Bas)                   |
| II. SS-Artillerieschule                     | Décembre 1943 | école d'artillerie          | Beneschau (Republique Tcheque)         |
| II. SS-Kraftfahrschule                      | 1944          | école de conduite           | Cracovie (Pologne)                     |
| 3. SS-Panzergrenadierschule                 | 03/10/1944    | école d’infanterie          | Prague (Republique Tcheque)            |
| 3. SS-Panzerjäger (Sturmgeschütz)-Schule    | 1945          | école des troupes d'assauts | Uhlířské Janovice (Republique Tcheque) |
| III. SS-Kraftfahrschule                     | 1944          | école de conduite           | Neusiedl am See (Autriche)             |

### Unités mixtes (Wehrmacht/Waffen-SS), ou nationalité mixte, ou unités éphémère
- Der bretonische Waffenverband der SS, unité para-militaire nationaliste bretonne intégrée en 1943 dans le Sicherheitsdienst. Cette unité d'un effectif d'environ 80 hommes fut active en Bretagne. Elle ne figure cependant pas dans les archives officielles de la Wehrmacht / Waffen SS.
- 1. SS Gebirgsjäger Batalion[73] (Allemagne, Russie, Lettonie, Estonie, Hollande, Croatie, France & Italie) - bataillon d'infanterie de montagne mixte, créé spécialement pour l'invasion de la Finlande (hiver 1941-1942).
- 2. SS Gebirgsjäger Batalion[74] (Allemagne, Russie, Lettonie, Estonie, Hollande, Croatie, France & Italie) - deuxième bataillon d'infanterie de montagne mixte, créé pour l'invasion de la Finlande.
- 3. SS Gebirgsjäger Batalion[59] (Russie & Lettonie) - troisième bataillon d'infanterie de montagne mixte, créé pour l'invasion de la Finlande.
- 444. Sichereungs Division[75].
- 2. SS-Brigade Reichfuhrer-SS[76] (Allemagne & Lettonie).